# Bettborn
Bettborn é uma comuna francesa na região administrativa de Grande Leste, no departamento de Mosela. Estende-se por uma área de 6,57 km². Em 2010 a comuna tinha 396 habitantes (densidade: 60,3 hab./km²).